# دایره جنایی (مجموعه تلویزیونی کره جنوبی)
دایره جنایی (هانگول: 강력반. RR:. Kangryukban. گروه جنایی) مجموعه تلویزیونی پلیسی کره جنوبی با بازی سونگ ایل گوک، لی جونگ هایوک، سونگ جی هیو، پارک سان یونگ و جانگ هان سان است این سریال در شبکهKBS2 از ۷ مارس - ۲۶ آوریل سال ۲۰۱۱ میلادی دوشنبه‌ها و سه شنبه‌ها در ۲۱:۵۵ برای ۱۶ قسمت پخش شده‌است.

## داستان سریال
این سریال به یک گروه پلیس جنائی در اداره گانگ نام سئول اشاره دارد که پرونده‌های جنایی در زندگی واقعی رو با کمک مهارت‌های مختلف و روش‌های جستجو حل می‌کنند. جلوی همه تیم بازرس پارک سه هیوک(سونگ ایل گوک) قرار دارد که آدم پرجوش و خروشی است.اشتیاق پارک سه هیوک برای کار است و به دلیل رفتارهای ناهنجار شخصیتی باعث می‌شود قبل از اینکه فکر کند، عمل کند. آشنایی او با خبرنگار جوانی به نام جو مین جو(سونگ جی هیو) ماجراهای جالبی را رقم می‌زند